# Paciotla
Paciotla är en ort i Mexiko.   Den ligger i kommunen Pahuatlán och delstaten Puebla, i den sydöstra delen av landet, 140 km nordost om huvudstaden Mexico City. Paciotla ligger 854 meter över havet och antalet invånare är 572.
Terrängen runt Paciotla är bergig åt sydväst, men åt nordost är den kuperad. Paciotla ligger nere i en dal. Runt Paciotla är det ganska tätbefolkat, med 80 invånare per kvadratkilometer. Närmaste större samhälle är Huauchinango, 16,4 km sydost om Paciotla. I omgivningarna runt Paciotla växer i huvudsak städsegrön lövskog.